# Leväjärvi (Karesuando socken, Lappland)
Leväjärvi är en sjö i Kiruna kommun i Lappland och ingår i Torneälvens huvudavrinningsområde.